# Nickoy Christian
Nickoy Christian (Portland, 23 de agosto de 1991) es un futbolista jamaicano que juega en la demarcación de centrocampista para el Dunbeholden FC de la Liga Premier Nacional de Jamaica.

## Selección nacional
Hizo su debut con la selección de fútbol de Jamaica en un partido amistoso contra Catar que finalizó con un resultado de empate a uno tras un gol de Khalid Muneer para Catar, y de Jourdaine Fletcher para Jamaica.

## Clubes
| Club               | País    | Año       | Partidos | Goles |
| ------------------ | ------- | --------- | -------- | ----- |
| Portmore United FC | Jamaica | 2011-2013 | 9        | 0     |
| Harbour View FC    | Jamaica | 2013-2014 | 10       | 0     |
| Portmore United FC | Jamaica | 2014      | 8        | 0     |
| Dunbeholden FC     | Jamaica | 2014-2015 | 0        | 0     |
| Tivoli Gardens FC  | Jamaica | 2015-2017 | 29       | 1     |
| Dunbeholden FC     | Jamaica | 2017      | 0        | 0     |
| Cavalier SC        | Jamaica | 2017-2018 | 12       | 2     |
| Humble Lions FC    | Jamaica | 2018      | 6        | 0     |
| Dunbeholden FC     | Jamaica | 2018-     | 103      | 8     |